# Syllepte disciselenalis
Syllepte disciselenalis là một loài bướm đêm trong họ Crambidae.